# Národní tábor
Národní tábor (hebrejsky המחנה הלאומי‎, ha-Machane ha-le'umi) nebo pravicový blok je v izraelské politice neformální koalice nacionalistických a pravicových, nábožensky konzervativních politických stran, která od roku 1977 často spolupracuje při sestavování vlád.
Koalici vede Likud a zahrnuje strany napravo od něj i náboženské strany. Historicky do ní patřily dnes již zaniklé strany Národní náboženská strana, Národní jednota, Gešer Zehut, Tkuma, Židovský domov nebo ha-Jamin he-chadaš. Dnes se do ní řadí strany Likud, Šas, No'am, Národní náboženská strana-Náboženský sionismus, Ocma jehudit a Sjednocený judaismus Tóry. Do konce roku 2019 patřila do koalice také strana Jisra'el bejtenu.

## Pravicový blok
Po parlamentních volbách v září 2019 vytvořil premiér Benjamin Netanjahu pro účely koaličních jednání „pravicový blok“ složený ze stran Likud, Šas, Sjednocený judaismus Tóry a Jamina, který bude Netanjahua podporovat jako premiéra. V únoru 2021 Jamina tento blok opustila, aby pokračovala ve vyjednávání s opozičními stranami, a Tkuma, která se od Jaminy odštěpila, se k bloku rovněž odmítla připojit, přestože Netanjahua jako premiéra podporovala. Tkuma se však později k bloku vrátila a účastnila se jednání bloku.
Po pádu vlády Benjamina Netanjahua a Binjamina Gance v červnu 2021 odešly čtyři strany pravicového bloku do opozice, ale nadále se pravidelně scházely na společných schůzkách v Netanjahuově kanceláři.
Po volbách 2022 a po sestavení šesté vlády Benjamina Netanjahua blok tvořily strany Likud s podporou pravicových nábožensky konzervativních stran Šas a Sjednocený judaismus Tóry, a také krajně pravicových stran Židovská síla, Národní náboženská strana-Náboženský sionismus a No'am. V průběhu mandátu vlády se do tábora přibyla dále národně liberální strana Nová naděje.